# Chorodna vulpinaria
Chorodna vulpinaria är en fjärilsart som beskrevs av Moore 1867. Chorodna vulpinaria ingår i släktet Chorodna och familjen mätare. Inga underarter finns listade i Catalogue of Life.